# Jean-Georges Dahler
Jean-Georges Dahler, né le 7 décembre 1760 à Strasbourg et mort le 27 juin 1832 dans la même ville, est un théologien protestant, philologue et orientaliste alsacien qui fut pendant une douzaine d'années professeur d'exégèse à la faculté de théologie protestante de Strasbourg.

## Biographie
Scolarisé au Gymnase protestant dès l'âge de sept ans, il fait ses études supérieures à l'université de Strasbourg où il est notamment l'élève des linguistes Jérémie Jacques Oberlin et Jean Schweighaeuser et soutient une première thèse ès arts, Exercitationes in appiani Alexandrini romanas historias. Il étudie également la théologie et soutient en 1786 une thèse de théologie sur la nouvelle version des Proverbes de Salomon publiée par d'Ansse de Villoison, mais n'envisage pas de devenir pasteur, préférant approfondir sa connaissance des langues sémitiques, qu'il enseignera (grammaire hébraïque, syriaque, chaldéenne et arabe).
Il complète sa formation dans plusieurs universités allemandes (Iéna, Leipzig, Göttingen) où il suit les cours d'éminents professeurs tels que Eichhorn, Griesbach, ou Heyne. Il collabore notamment avec Eichhorn pour l'édition de 1828 du lexique de Johann Simonis (de), Lexicon manuale hebraicum et chaldaicum in Veteris Testamenti libros.
Ses projets de carrière universitaire sont compromis au cours des années révolutionnaires. Il occupe alors successivement divers emplois : professeur au Gymnase, directeur du Collège Saint-Guillaume, pasteur auxiliaire ou chargé de cours au Séminaire protestant. Amer, il constatait que « Strasbourg ne donnait du pain à ses enfants qu'à l'âge où les dents pour le manger commencent à leur manquer ». À la faculté de théologie de Strasbourg, il obtient finalement la chaire d'exégèse en 1819, puis celle de dogmatique en 1831, soit un an avant sa mort.
Il est l'auteur de nombreuses publications.